# Xã Seventy-Six, Quận Muscatine, Iowa
Xã Seventy-Six (tiếng Anh: Seventy-Six Township) là một xã thuộc quận Muscatine, tiểu bang Iowa, Hoa Kỳ. Năm 2010, dân số của xã này là 312 người.